# Portalblau
Portalblau és un festival de música i arts que se celebra cada estiu al municipi de l'Escala (Alt Empordà). Organitzat per l'Ajuntament de l'Escala, el Museu d'Arqueologia de Catalunya (MAC) i Tem Productions, es va crear l'estiu de 2008 com a 'espai de trobada i d'intercanvi cultural a la Mediterrània', amb l'objectiu de commemorar el centenari de l'inici de les excavacions oficials a Empúries. A més d'un festival de música, hi tenen lloc un seguit d'activitats que es duen a terme durant tot l'estiu, i que inclouen exposicions, conferències, balls, tallers, etc., relacionades amb les expressions artístiques de tota la Mediterrània.
Els escenaris principals són el Fòrum Romà d'Empúries, al costat del conjunt arqueològic, i la Mar d'en Manassa, sobre la platja de la població. També hi ha activitats a l'Alfolí de la Sal, a la Riba, al Cementiri Mariner, al Jardí Clos del Pastor i a la plaça Víctor Català.